# Glenn
Glenn  è un nome proprio di persona inglese e gaelico scozzese maschile.

## Varianti
- Maschili: Glen[2]
- Femminili: Glenna[1]

## Origine e diffusione
Riprende un cognome scozzese derivante dal termine gaelico gleann, che significa "valle di montagna". È quindi analogo dal punto di vista semantico ai prenomi Glyn e Dale.

## Onomastico
Non esistono santi che portino questo nome, che quindi è adespota. L'onomastico può essere festeggiato in occasione di Ognissanti, il 1º novembre.

## Persone

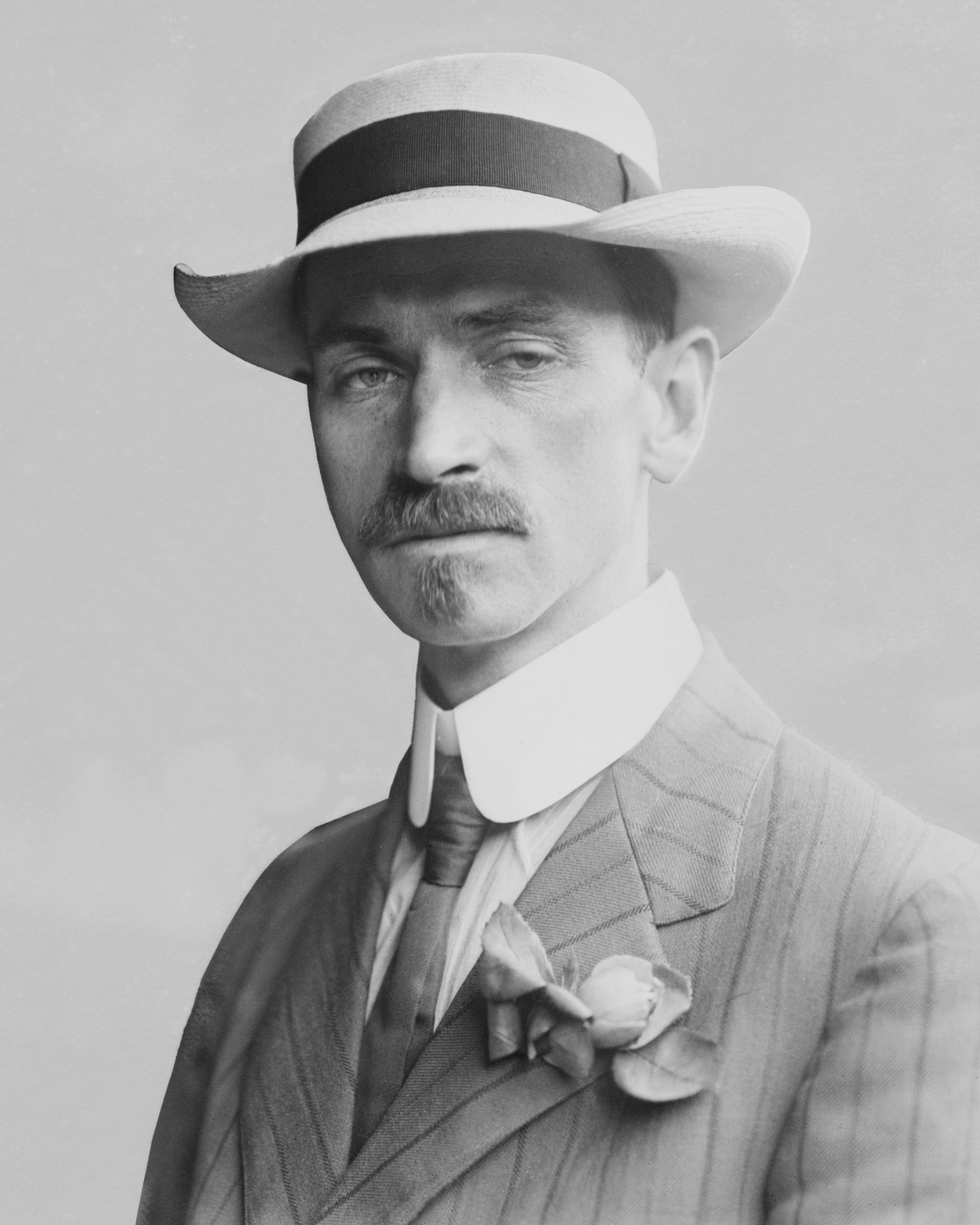
Glenn Curtiss

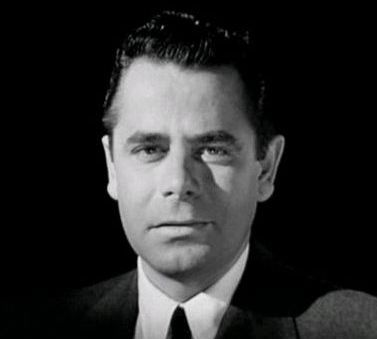
Glenn Ford

- Glenn Cooper, scrittore, sceneggiatore e produttore cinematografico statunitense
- Glenn Curtiss, imprenditore e aviatore statunitense
- Glenn Danzig, cantante statunitense
- Glenn Ford, attore statunitense
- Glenn Gould, pianista, compositore, clavicembalista e organista canadese
- Glenn Hoddle, calciatore e allenatore di calcio inglese
- Glenn Hughes, bassista e cantautore britannico
- Glenn Hunter, attore statunitense
- Glenn Hysén, calciatore e allenatore di calcio svedese
- Glenn Jacobs, più noto come Kane, wrestler e attore statunitense
- Glenn Miller, trombonista, direttore d'orchestra e compositore statunitense
- Glenn Morshower, attore statunitense
- Glenn Roeder, calciatore e allenatore di calcio britannico
- Glenn Theodore Seaborg, chimico statunitense
- Glenn Peter Strömberg, calciatore svedese
- Glenn Tipton, chitarrista britannico

### Variante Glen

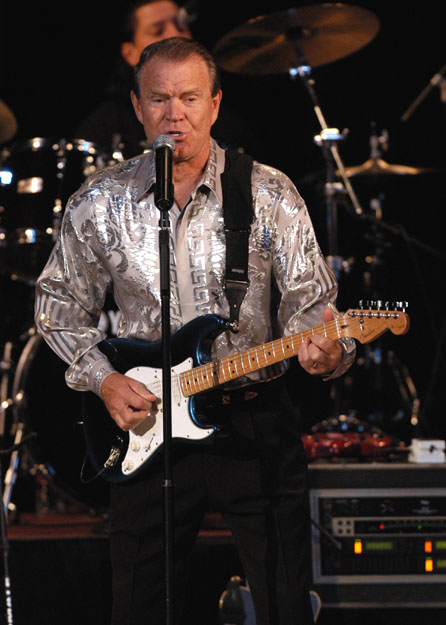
Glen Campbell

- Glen Benton, cantante e bassista statunitense
- Glen Campbell, cantante, musicista e paroliere statunitense
- Glen Davis, cestista statunitense
- Glen Drover, chitarrista canadese
- Glen Duncan, scrittore britannico
- Glen Fitzpatrick, calciatore irlandese
- Glen Hansard, cantautore irlandese
- Glen A. Larson, autore televisivo e produttore televisivo statunitense
- Glen Matlock, bassista britannico
- Glen Metropolit, hockeista su ghiaccio canadese
- Glen Morgan, regista statunitense
- Glen Rice, cestista statunitense
- Glen Tetley, danzatore e coreografo statunitense
- Glen Velez, percussionista statunitense
- Glen Vella, cantante maltese

## Il nome nelle arti
- Glen è un personaggio del film del 1953 Glen or Glenda, diretto da Edward D. Wood Jr..
- Glenn Quagmire è un personaggio della serie animata I Griffin.
- Glenn Rhee è un personaggio della serie a fumetti The Walking Dead, e dell'omonima serie televisiva da esso tratta.